# Országos Bírói Tanács
Az Országos Bírói Tanács (OBT)  az Országos Igazságszolgáltatási Tanács (OIT) egyik jogutódja. A 15 fős testület az OIT ellenőrzési feladatait viszi tovább.

## Székhelye
- Az OBT székhelye: Budapest V. Markó utca 16.
- Az OBT Iroda működési helye és az OBT levelezési címe: Budapest V. Szalay utca 16.

## Története
Az Országos Igazságszolgáltatási Tanács (OIT) a bíróságok központi igazgatását végző, továbbá az ítélőtáblák és megyei bíróságok elnökeinek tevékenységét felügyelő testület volt, amely 1997. december elsején kezdte meg működését. A második Orbán-kormány által átalakított bírósági rendszerben soron kívül lejárt a 2009-ben megválasztott 15 fős OIT elvileg 2015-ig tartó mandátuma, 2012. január 1-jétől az Országos Igazságszolgáltatási Tanács ellenőrző szerepét a 15 fős Országos Bírói Tanács, igazgatási feladatait pedig az Országos Bírósági Hivatal vette át.
Az OIT 2024. december 3-án tartott ülésén Dr. Szabó Péter elnök lemondott. 